# 주일 미국 해군
주일 미국 해군/주일 해군 지역대(영어: Commander, United State Naval Forces Japan (CNFJ)/Commander, Navy Region Japan (CNRJ))은 일본 요코스카 해군 시설에 있는 일본 제국 해군의 옛 요코스카 진수부 사령부 본청에 본부를 두고 있는 주일 미군의 해군근무구성군이자 해안사령부(Shore Command)이다. 해상자위대와의 연락과 해군 시설 관리를 맡고있다.
캄차카반도 남쪽 끝에서 타이완 북부 끝, 그리고 북부 태평양, 필리핀과 일본 영해, 디에고가르시아섬 책임 지역으로 두고 있다. 한반도 또한 극동 해군 시절에 담당지역에 포함되어 있었으나, 높은 중요성에 따라 주한 미국 해군에서 따로 담당하고 있다.

## 역사
사령부는 1946년 1월 19일에 요코하마에서 제5함대 배속 주일 미국 해군로 설립되어 통제받았다. 이듬해 1947년 1일 1일부터는 "극동 해군"으로서 도쿄에 설립된 극동사령부의 일원이 되었으며, 극동 해군의 예하사령부로 배치되었다.
- TF-90 (극동 상륙군)
- TF-93 (주필 미국 해군)
- TF-94 (마리아나 해군)
- TF-96 (주일 해군)

1952년 12월, 도쿄에서 요코스카로 본부를 옮겨갔으며, 필리핀, 마리아나 제도, 보닌 제도, 가잔 열도가 지리적 담당지역에서 제외되었다.
1954년 11월, 제7함대에 대한 작전 통제권한이 태평양 함대로 넘어갔다.
1957년 7월 1일, 극동사령부가 태평양 사령부에 병합되고 새로 창설된 주일 미군의 해군근무구성사령부로 지정과 함께 주일 미국 해군으로 개명되었으며, 이름에 맞게 일본 열도로 책임 지역이 축소되었다.
2003년 10월 1일, 디에고가르시아섬과 일본 열도 안의 모든 해군 시설은 주일 해군 지역대로 재할당되었다.
2012년 10월 16일 새벽에 수병 2명이 20대 민간인 여성을 강간한 혐의로 체포되었으며, 그 여파로 11월 27일부로 모든 주일 해군 장병들의 오후 10시부터 아침 9시 사이의 야간 음주가 금지되었다.

## 관할 시설
- 일본 열도
  - 미사와 해군항공시설
  - 사세보 해군 기지
  - 아쓰기 해군 비행장
  - 요코스카 해군 시설
- 오키나와
  - 오키나와 해군시설(Fleet Activities Okinawa)
- 디에고가르시아 해군지원시설

## 기록

### 소속
1. 제5함대; 1946년 1월 19일
2. 극동사령부; 1947년 1일 1일
3. 제7함대; 한국 전쟁
4. 태평양 함대; 1954년 11월
5. 주일 미군; 1957년 7월 1일

### 계보
- 1946년 1월 19일, Naval Activities Japan (NAVACT JAPAN)→주일 해군처
- 1947년 1일 1일, Naval Force Far East (NAVFE)→극동 해군
- 1957년 7월 1일, Naval Forces Japan→주일 해군
- 1962년 2월 1일, United State Naval Forces, Japan→주일 미국 해군

## 역대 사령관

### 미국 극동 해군
| 순번 | 계급, 성명                | 취임일            | 이임일          | 참고 |
| ---- | ------------------------- | ----------------- | --------------- | ---- |
| 1.   | VADM Charles T. Joy       | 1949년 8월 26일   | 1952년 6월 4일  |      |
| 2.   | VADM Robert P. Briscoe    | 1952년 월 6일 4일 | 1954년 4월 2일  |      |
| 3.   | VADM William M. Callaghan | 1954년 4월 2일    | 1956년 9월 14일 |      |
| 4.   | VADM Roscoe F. Good       | 1956년 9월 14일   | 1957년 7월 1일  |      |

### 주일 미국 해군
| 순번 | 계급, 성명                  | 취임일          | 이임일          | 참고        |
| ---- | --------------------------- | --------------- | --------------- | ----------- |
| 1.   | VADM Roscoe F. Good         | 1957년 7월 1일  | 1957년 4월 3일  |             |
| 5.   | RADM Frederic S. Withington | 1958년 4월 3일  | 1961년 3월 1일  |             |
| 6.   | RADM Elmer E. Yeomans       | 1961년 3월 1일  | 1962년 9월 21일 |             |
| 7.   | RADM Walter H. Price        | 1962년 9월 21일 | 1964년 8월 11일 |             |
| 8.   | RADM John L. Chew           | 1964년 8월 11일 | 1965년 7월      |             |
| 9.   | RADM Frank L. Johnson       | 1965년 7월      | 1968년 월       |             |
| 10.  | RADM Daniel F. Smith, Jr.   | 1968년 6월      | 1970년 월       |             |
| 11.  | RADM Julian T. Burke, Jr.   | 1970년 8월      | 1973년 1월      |             |
| 12.  | RADM William H. Rogers      | 1973년 1월      | 1974년 10월     |             |
| 13.  | RADM Paul H. Speer          | 1974년 10월     | 1976년 월       |             |
| 14.  | RADM Thomas B. Russell, Jr. | 1976년 4월      | 1978년 월       |             |
| 15.  | RADM Lando W. Zech, Jr.     | 1978년 8월      | 1980년 9월      |             |
| 16.  | RADM Gerald W. MacKay       | 1982년 9월      | 1985년 12월     |             |
| 17.  | RADM James D. Cossey        | 1985년 12월     | 1988년 8월      |             |
| 18.  | RADM Dean R. Sackett, Jr.   | 1988년 8월      | 1990년 9월      |             |
| 19.  | RADM Jesse J. Hernandez     | 1990년 9월      | 1993년 12월     |             |
| 20.  | RADM Byron E. Tobin, Jr.    | 1993년 12월     | 1996년 6월      |             |
| 21.  | RADM Michael D. Haskins     | 1996년 6월      | 1998년 7월      |             |
| 22.  | RADM Donald A. Weiss        | 1998년 7월      | 2000년 6월      |             |
| 23.  | RADM Robert C. Chaplin      | 2000년 6월      | 2003년 9월      |             |
| 24.  | RADM Frederic R. Ruehe      | 2003년 9월      | 2009년 5월      |             |
| 25.  | RADM James D. Kelly         | 2005년 3월      | 2009년 3일      |             |
| 26.  | RADM Richard B. Wren        | 2009년 3월      | 2011년 4월      |             |
| 27.  | RADM James D. Cloyd         | 2011년 4월      | 2013년 8월      |             |
| 28.  | RADM Terry B. Kraft         | 2013년 8월      | 20015년 3월     | [ 5 ] [ 6 ] |
| 29.  | RADM Matthew J. Carter      | 2015년 3월      | 2017년 6월      |             |
| 29.  | RADM Gregory J. Fenton      | 2017년 6월      | 임기중          |             |

## 참고
1. ↑  Rottman, Gordon L.; Evanhoe, Ed (2002년 12월). 《Korean War Order of Battle: United States, United Nations, and Communist Ground, Naval, and Air Forces, 1950-1953》. Greenwood Publishing Group, Incorporated. 90쪽. ISBN 978-0-275-97835-8.
2. ↑  김광현 (2014년 11월 19일). “주거침입에 성폭행까지…일본서 잇단 미군 범죄”. SBS. 2014년 9월 20일에 확인함.
3. ↑  유희준 (2012년 11월 27일). “성폭행 물의 빚은 주일 美 해군, 야간 음주 금지령”. SBS. 2014년 9월 20일에 확인함.
4. 1 2  “Japan, Commander US Naval Forces” (영어). Naval History and Heritage Command. 2016년 6월 24일. 2019년 3월 3일에 확인함.
5. ↑  “Rear Adm. Terry B. Kraft”. 2014년 9월 19일에 원본 문서에서 보존된 문서. 2014년 9월 20일에 확인함.
6. ↑  “주일 美 해군, 테리 크래프트 신임 사령관 취임”. 교도통신. 2013년 8월 23일. 2016년 3월 4일에 원본 문서에서 보존된 문서. 2014년 9월 20일에 확인함.